# Tempsa angusta
Tempsa angusta är en insektsart som först beskrevs av Walker 1858.  Tempsa angusta ingår i släktet Tempsa och familjen sköldstritar. Inga underarter finns listade i Catalogue of Life.